# Jiří Štěpnička

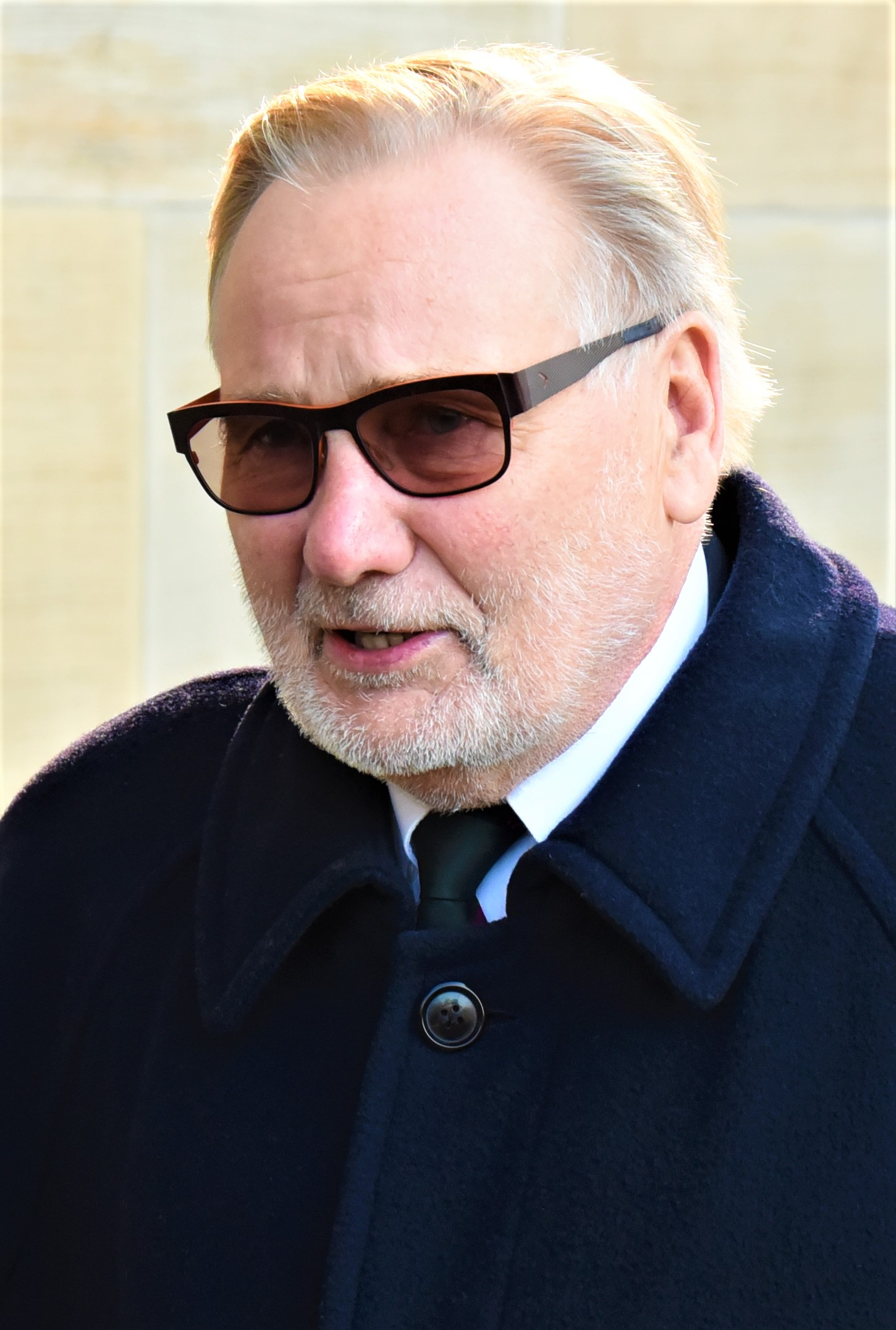
Jiří Štěpnička (2019)

Jiří Štěpnička (* 16. April 1947 in London) ist ein tschechischer Schauspieler.

## Leben
Er ist der Sohn der tschechischen Schauspielerin Jiřina Štěpničková (1912–1985) und des aus Strakonice stammenden Kunstpädagogen und Künstlers Jan Samec (1917–1988), den Štěpničková kurz vor der Geburt Jiřís geheiratet hatte. Aufgrund des Geburtsorts erhielt er die englische Staatsangehörigkeit.
Bei der Taufe bekam er fünf Namen nach seinen Taufpaten: Jiří Jan Jaroslav Martin Otto. Einer der Taufpaten war Jan Masaryk, Sohn des Präsidenten der Ersten Tschechoslowakischen Republik Tomáš Garrigue Masaryk.
Nach ihrer Rückkehr in die Tschechoslowakei wurde Jiřina Štěpničková aus politischen Gründen an ihrer schauspielerischen Tätigkeit gehindert. Auf einen (wie sich später herausstellte) gefälschten Brief des Filmregisseurs František Čáp hin versuchte sie, mit ihrem vierjährigen Sohn zu emigrieren. Doch der Schleuser an der Staatsgrenze im Böhmerwald war ein Agent der Staatssicherheit (Státní bezpečnost). Štěpničkas Mutter wurde festgenommen und zu 15 Jahren Haft verurteilt. 1960 wurde sie freigelassen.
Bis dahin wurde Jiří von seinem Vater in Karlovy Vary (Karlsbad) erzogen, wo er auch die Grundschule absolvierte. Danach besuchte er das Jan-Neruda-Gymnazium auf der Prager Kleinseite; seine Mitschüler waren dort Jaromír Hanzlík und Martin Štěpánek.
Als er 13 Jahre alt war, kam Štěpničkas Mutter aus dem Gefängnis zurück und beide konnten dank der Hilfe des Filmregisseurs Martin Frič in Prag-Hodkovičky unterkommen.
Nach dem Schauspielstudium an der Theaterfakultät der Akademie der musischen Künste in Prag (beendet 1969) wirkte Štěpnička zuerst am Klicpera-Theater in Hradec Králové (bis 1972), danach am Staatstheater in Brno. Seit 1974 hat er eine Daueranstellung am Nationaltheater in Prag.
Er spielt auch in tschechischen Filmen und im Fernsehen: u. a. in der fünfteiligen Folge Gottwald (1986) und in der sehr populären Serie Erzähle (Vyprávěj).
Zudem ist er erfolgreich als Synchronsprecher, z. B. als tschechische Stimme von Harrison Ford, Michael Douglas, Steven Seagal oder Gérard Depardieu.
Jiří Štěpnička ist verwitwet; mit seiner Frau Jana Říhová, die 2022 starb, hat er zwei Kinder: einen Sohn Jakub und eine Tochter Judita.

## Auszeichnungen
- 2002 František-Filipovský-Preis für die beste männliche Schauspielleistung bei der Synchronisierung des Filmes Wonach sich die Frauen sehnen (Po čem ženy touží)
- 2010 Thalia-Preis (Cena Thálie) in der Kategorie Schauspiel
- 2023 František-Filipovský-Preis für langjährige Meisterschaft in der tschechischen  Filmsynchronisation

## Theaterrollen
- 1983; Neue Szene des Nationaltheaters; Strakonitzer Dudelsackspieler (Švanda); Regie: Václav  Hudeček
- 2002; Nationaltheater; Cyrano von Bergerac (Ragueneau); Regie: Michal Dočekal
- 2004; Nationaltheater; Unsere Furianten (Filip Dubský); Regie: Jan Antonín Pitínský
- 2005; Nationaltheater; Kabale und Liebe (Der Premier von Walter); Regie: Jan Nebeský
- 2006; Nationaltheater; Richard III. (Lord Hastings); Regie: Michal Dočekal
- 2009; Nationaltheater; Die vertrauten Schreiben (Leoš Janáček); Regie: Lucie Bělohradská
- 2009; Nationaltheater; Radúz und Mahulena (Radovid); Regie: Jan Antonín Pitínský
- 2009; Nationaltheater; Der Kaufmann von Venedig (Shylock); Regie: Martin Čičvák
- 2010; Nationaltheater; Blackbird (Raymond); Regie: Jiří Pokorný
- 2011; Nationaltheater; The Taming of the Shrew (Grumio); Regie: Martin Čičvák

## Filmografie
- 1961 Tažní ptáci (Zugvögel) – Rolle: Schüler Kučera
- 1965 Škola hříšníků (Schule der Sünder) – Rolle: Zögling
- 1966 Die Katzen nehmen wir nicht mit – Rolle: Milda  1968 Die Dritte – Bíťák
- 1969 Die Wonnen des Vaters des Vaterlandes – Der Adjutant Enrico
- 1970 Ein langer weißer Faden – Slávek
- 1977 Zorn – Richard Hepner
- 1977 Tichý Američan v Praze (Ein stiller Amerikaner in Prag) – Urquart
- 1979 Poprask na silnici E 4 (Panik auf der Landstraße E 4) – Kaplan
- 1979 Fragile Verhältnisse – Sakl
- 1980 Spiel um die Königin – Hynek z Dubé
- 1981 Stunde des Lebens – Ulrich
- 1983 Der Hirte aus dem Tal – Der Blonde
- 1984 Wie Dichter ihre Illusionen verlieren – Arzt Fast
- 1985 Die seltsamen Freundschaften des Schauspielers Jesenius – Ing. Šupich
- 1985 Die Nacht überkam mich – Jabůrek  1988 Stufen von Verlierern – Tomšovský
- 1991 Elektra, meine Liebe  2000 Opfer und Mörder – Doubrava
- 2001 Einsamkeit  2003 Wenn der Hund verendet – Václav Holar
- 2003 Das siebte Foto  2003 P.F. 77 (TV-Drama um die Entstehung der Charta 77)
- 2004 Das goldene Tor – Jaromír
- 2004 Homo Pollert – Der Politiker
- 2004 Die Flut – Der Notar
- 2005 Das Schwimmbad – Arzt MUDr. Norbert Zikmund
- 2012 Im Schatten – Oberst Pánek

## Fernsehen
- 1976 Der Mann am Rathaus (TV-Serie) – Rolle: Vít Marek
- 1978 Bewegungsgesetze (TV-Serie) – Rolle: Ing. Jiří Hartman, Hauptkonstrukteur
- 1979 Ingenieur-Odyssee (TV-Serie) – Rolle: Přikryl
- 1980 Der Bezirk im Norden (TV-Serie) – Rolle: Ivan Prokop
- 1984 Wir alle, die schulpflichtig sind (TV-Serie)
- 1985 Die Söhne und Töchter von Jakub, dem Glasmacher (TV-Serie) – Rolle: Ludvík
- 1986 Gottwald (TV-Serie) – Rolle: Klement Gottwald
- 1988 Jungs und Kerle (TV-Serie) – Rolle: Oberstleutnant Mareš
- 2005 Ordination im Rosengarten (TV-Serie) – Rolle: Arzt MUDr. Petr Pavlis
- 2009 Erzähle (TV-Serie) – Rolle: Radek Krása
- 2010 Ach, ty vraždy! (Oh, diese Morde!; TV-Serie)
- 2011 Expozitura (Expositur [organisiertes Verbrechen]; TV-Serie) – Rolle: Vater von Tereza
- 2015 Der Mittsommerkranz (Svatojánský věneček)
- 2017 Der blaue Kode (TV-Serie) – Rolle: Chefarzt Bojan
- 2020 Krankenschwestern (TV-Serie) – Rolle: Chefarzt der Notaufnahme und ehem. Klinik-Direktor  MUDr. Jiří Bojan, DrSc.